# نيوينغون (كونيتيكت)
نيوينغون (بالإنجليزية: Newington, Connecticut)‏ هي بلدة أمريكية تقع في الولايات المتحدة في كونيتيكت. يقدر عدد سكانها بـ 30,562 نسمة ومساحتها 34.0 كم2 ووترتفع عن سطح البحر 26 متر.

## أعلام
- إي. إي. إيكن
- جون جاي إغان
- ميلاني فونتانا
- إليزابيث غوردون فوكس